# Max et Bobo
Pour plus de détails, voir Fiche technique et Distribution.
Max et Bobo est un film franco-belgo-luxembourgeois de Frédéric Fonteyne scénarisé par Philippe Blasband sorti en 1998.
Jan Hammenecker, qui incarne Bobo, a notamment joué dans Koko Flanel de Stijn Coninx en 1989. Alfredo Pea, qui interprète le rôle de Max, est un acteur italien qui a joué dans plus de 140 films dont la plupart ne sont pas très connus du public.

## Fiche technique
- Titre original : Max et Bobo
- Réalisation : Frédéric Fonteyne
- Scénario : Philippe Blasband
- Image : Virginie Saint Martin
- Montage : Sandrine Deegen
- Son : Carlo Thoss
- Pays :  Belgique  France  Luxembourg
- Langue : français
- Durée : 80 minutes